# Libellula saturata
Libellula saturata is een libellensoort uit de familie van de korenbouten (Libellulidae), onderorde echte libellen (Anisoptera).
De wetenschappelijke naam Libellula saturata is voor het eerst geldig gepubliceerd in 1857 door Uhler.